# (3166) Klondike
(3166) Klondike es un asteroide perteneciente al cinturón de asteroides, descubierto el 30 de marzo de 1940 por Yrjö Väisälä desde el Observatorio de Iso-Heikkilä, en Turku, Finlandia.

## Designación y nombre
Designado provisionalmente como 1940 FG. Fue nombrado Klondike en homenaje al río canadiense Klondike.